# چروتی ۱۸۸۱
چروتی ۱۸۸۱ (به انگلیسی: Cerruti 1881) نام تجاری خانه مد چروتی است که در سال ۱۹۶۷ در پاریس توسط نینو سروتی کارآفرین و طراح مد اهل ایتالیا تأسیس شد. عنوان تجاری چروتی برای نخستین بار در سال ۱۹۶۷ بر روی کت و شلوار مردانه به کار برده شد و در سال ۱۹۷۶ خط تولید لباس‌های زنانه افتتاح گردید. در سال ۱۹۷۸ اولین عطر چروتی با نام Nino Cerruti pour Homme روانهٔ بازار شد.

## فروشگاه‌ها
تا اوت ۲۰۱۹، چروتی ۱۸۸۱ دارای ۸۵ فروشگاه در ۵۸ شهر جهان بوده‌است.
| کشور/منطقه | چین | چین | فرانسه | قزاقستان | مالزی                | تایوان                                             |
| ---------- | --- | --- | ------ | -------- | -------------------- | -------------------------------------------------- |
| شهر        | پکن چانگچون چانگشا چنگدو چونگ‌کینگ دالیان فوجو گوانگ‌ژو گوئیانگ هایکو هاربین هوهوت هنگ کنگ جینان لانژو ماکائو | نانچانگ چینگ‌دائو شانگهای شاوشینگ شن‌یانگ شنژن سوژو تائی‌یوان تانگشان اورومچی ووهان شی‌آن شیامن ایچانگ جواشان | پاریس  | پاولودار | کوالا لامپور سلانگور | کائوهسیونگ نیو تایپه تایچونگ تایپه تائویوان تاینان |